# 戸蔦別岳
戸蔦別岳（とったべつだけ）は、北海道の帯広市と沙流郡平取町と新冠郡新冠町の3市町にまたがる標高1,959mの山である。

## 概要
日高山脈の北部に位置する山で、南には日本百名山であり日高山脈最高峰の幌尻岳が聳えている。三角点は設置されていない。
南東側は第四紀の氷期に形成されたカールとなっており七ツ沼カールと呼ばれ、幌尻岳の七つ沼カールとして日本の地質百選に選ばれている。七ツ沼カールは新冠川の源流となっているほか、北側は戸蔦別川の源流にもなっている。山名は川の名前が由来である。

## 登山
主なコースは2つある。

### 振内コース（平取町）
平取町を流れる額平川沿いを登るコース。平取町が運営する豊糠地区にある「とよぬか山荘」から出るシャトルバス（予約が必要）で普通林道糠平・幌尻線の第2ゲートまで行く。同林道は合鍵を使い無断で額平岳を登った登山客が救助される遭難事故が発生したことを機に一般車両は通行禁止になっている。第2ゲートにはシャトルバス待合所が設置されており、運休になった際は待合所に留まるように呼びかけている。
第2ゲートからは徒歩で林道を歩くことになる。林道は北海道電力の取水施設まで伸びており、そこからは登山道となる。登山道は何度も糠平川を徒渉をすることになり、過去に死亡事故も発生しているため、上級者向けのルートである。途中には幌尻山荘（予約が必要）があり、7月から9月は管理人が常駐し有料で寝具の貸し出しを行っている。日帰り登山は禁止されている。
幌尻山荘からは額平川を少し歩くと六ノ沢との出合で尾根を登ることになる。標高1881m峰で日高山脈の主脈に至り、そこから南東方向に登ると山頂に至る。幌尻山荘からは幌尻岳山頂へ至る登山道もある。

### 千呂露川二岐沢コース（日高町）
日高町を流れる千呂露川沿いを登るコース。二岐沢出合からは徒歩でチロロ林道を進み、北海道電力の取水ダムから登山道となる。登山道は二ノ沢を登り額平岳・北戸蔦別岳を経て山頂へ至る。途中にはトッタの泉と呼ばれる水場があり、そこで給水できる。
登山口から山頂までは長距離であるが道中に山小屋はないため主にテント泊か深夜に出発して日帰り登山をする。こちらも上級者向けのコースである。